# Gioco del cucù

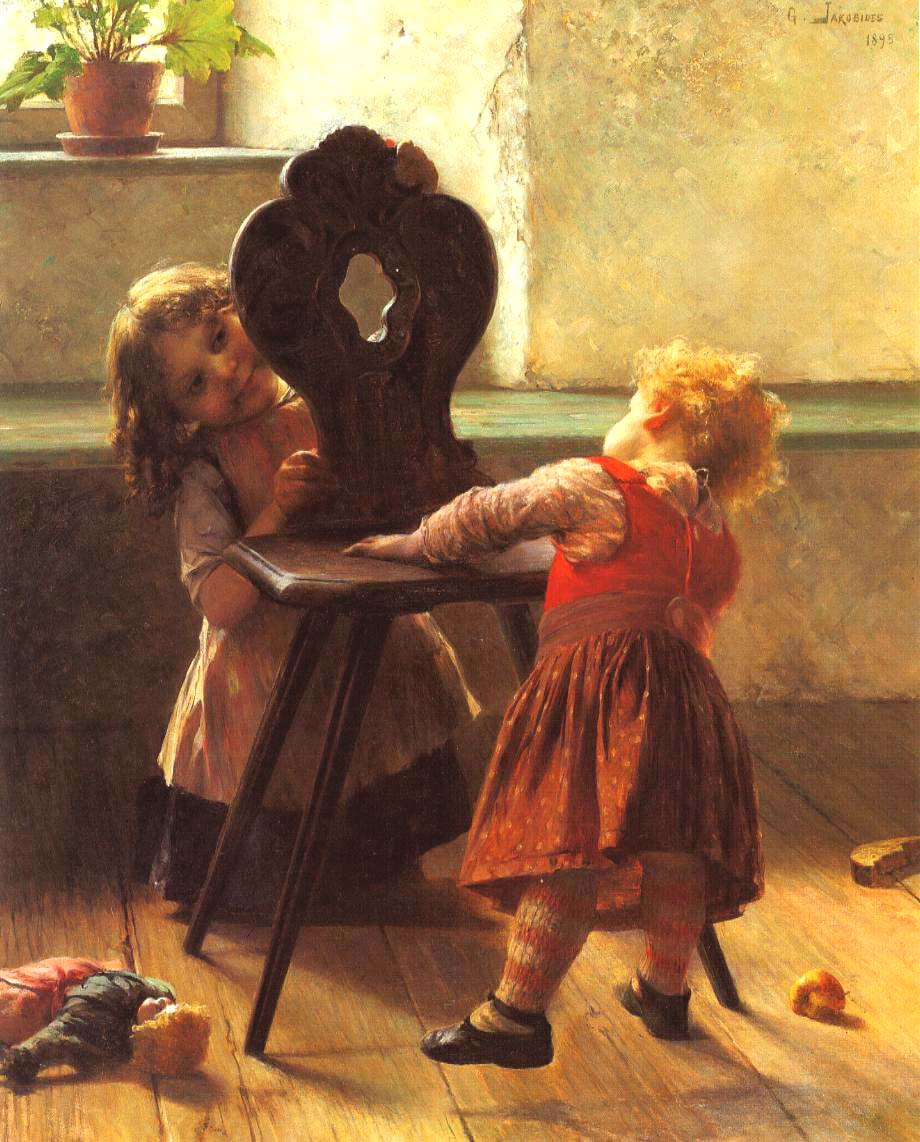
Due bambine giocano al cucù, in un dipinto di Georgios Jakobides del 1895

Il gioco del cucù (noto anche come bubù-settete) è un gioco per bambini.
Nel gioco, un giocatore nasconde il suo volto con le mani o un oggetto, poi lo mostra all'altro giocatore dicendo "cucù!".

## Il gioco nella psicologia
Il gioco del cucù è studiato dagli psicologi dello sviluppo per dimostrare l'incapacità di un bambino di capire la permanenza dell'oggetto, che costituisce un aspetto importante dello sviluppo cognitivo dei neonati. Numerosi test che lo riguardano sono stati fatti, di solito utilizzando un giocattolo e una barriera posta davanti allo stesso e poi rimossa ripetutamente. Nelle fasi iniziali sensomotorie, il bambino risulta completamente incapace di comprendere la permanenza dell'oggetto. Lo psicologo Jean Piaget, a seguito di esperimenti con i bambini, ha concluso che questa consapevolezza viene tipicamente raggiunta verso gli otto-nove mesi di età, mentre prima di questa età i bambini sono troppo piccoli per capire la permanenza dell'oggetto. Una mancanza di permanenza dell'oggetto può portare a errori A-non-B, laddove i bambini individuano un oggetto in un posto in cui non dovrebbe essere.

## Il gioco nella pedagogia
Si tratta di un gioco/situazione molto noto a bimbi e genitori in varie parti del mondo, in diverse culture, tanto che è diventato per molte organizzazioni per l'infanzia, associazioni, asili nido, centri-servizi per l'infanzia un nome simbolo che indica gioco, stupore, divertimento; è quindi spesso associato anche a servizi specifici, didattici o ludici, che hanno lo stupore e la semplicità del gioco che evoca alla base della loro elaborazione.
Molte organizzazioni quali ludoteche, asili privati, associazioni lo hanno quindi adottato come termine che così come è avvenuto per "Halloween" nel periodo carnevalesco, o Santa Claus/Babbo Natale, pur essendo una parola originaria della cultura anglosassone (in lingua inglese: Peekaboo), ha finito per inglobare una serie di significati simbolici, in questo caso riassumendo un clima, una situazione di gioco e sorpresa.